# Campolongo sul Brenta
Campolongo sul Brenta (Canpołongo sol Brenta in veneto) è un municipio del comune italiano di Valbrenta, in provincia di Vicenza.
Già comune autonomo, il 30 gennaio 2019 si è fuso con Cismon del Grappa, San Nazario e Valstagna per costituire l'ente attuale.

## Geografia fisica
Il territorio del municipio di Campolongo si allarga sul versante occidentale del canale di Brenta, comprendendo sia la stretta fascia pianeggiante del fondovalle (dove si concentrano gli abitati), sia l'estesa zona montuosa che la sovrasta a ovest.
Quest'ultima si caratterizza per la presenza di valli (valle Vallerana, val Tornà, val Dritta, valle dei Salti, val Fagarè), rimaste boscose perché impervie e poco produttive, alternate a cime che superano i 1000 metri di quota (monte Caina 1002 m, monte Campolongo 1142 m, colle dei Tre Confini 1232 m) caratterizzate da ampie estensioni prative e pascolive. Tra il Caina e il Campolongo si distribuiscono alcuni insediamenti legati all'alpeggio, le cosiddette "Casare di Campolongo" che si trovano nei pressi dell'abitato di Rubbio.

## Origini del nome
Il toponimo è un composto legato evidentemente alle caratteristiche del territorio. La specifica "sul Brenta" alla denominazione del comune fu aggiunta con il regio decreto n. 3893 del 18 agosto 1867 per distinguere il comune da altre località omonime.

## Storia
Anticamente il territorio appartenne alla Federazione dei Sette Comuni, in seguito divenne comune autonomo. Nel 2018 la popolazione ha votato in maniera favorevole a un referendum per la fusione del comune di Campolongo con altre entità comunali della valle del Brenta.

Vecchio stemma comunale

In origine Campolongo sul Brenta comprendeva anche la frazione Campese, la quale venne distaccata e aggregata al comune di Bassano con il Regio decreto 24 giugno 1878, n. 4432.

### Simboli
Lo stemma era di azzurro, alla pianta di tabacco, fogliata di quattro di verde, fiorita d'oro, nodrita nella pianura di verde e circondata da cinque piccoli volti rappresentanti le Contrade dei Sette Comuni.

## Società

### Evoluzione demografica
Abitanti censiti

## Monumenti e luoghi d'interesse

### Parrocchiale della Madonna del Carmine
Fu eretta nel 1627 dagli abitanti del luogo, a causa dell'eccessiva distanza dalla chiesa di Oliero (alla quale, comunque, fu inizialmente sottoposta). Nel 1651 gli abitanti chiesero e ottennero che un sacerdote celebrasse la messa la quarta domenica di ogni mese. Fu elevata a parrocchiale nel 1664. Secondo un'antica prassi abolita solo nel 1953, erano i capifamiglia ad eleggere il parroco; la scelta veniva poi confermata dal priore di Campese e infine approvata dal vescovo.
Danneggiata dai combattimenti della prima guerra mondiale, negli anni successivi è stata restaurata e riconsacrata nel 1928. L'opera di maggior pregio qui conservata è probabilmente il copri-fonte battesimale in legno intagliato e dipinto, eseguito nella seconda metà del Seicento; vi compaiono il Peccato originale e il Battesimo di Gesù, accanto a figure di santi e putti danzanti. Degne di nota, due statue in legno dipinto e dorato raffiguranti i santi Filippo e Giacomo minore; furono realizzate tra i secoli XVII e XVIII, probabilmente da una famiglia di artigiani locali, i Bonato detti "Marti". Le due pale d'altare, raffiguranti la Trinità con i santi Pietro e Paolo e la Madonna che appare ai santi Antonio e Lucia, sono attribuite a Giulio Carpioni, allievo del Padovanino attivo alla fine del Seicento.